# Selección femenina de fútbol de Guinea-Bisáu
La selección femenina de fútbol de Guinea-Bisáu es un equipo reconocido por la FIFA que representa a Guinea-Bisáu en partidos de fútbol. Guinea-Bissau ha jugado en dos partidos reconocidos por la FIFA, ambos en 2006 contra Guinea. El país también tiene una selección sub-17 que participó en los clasificatorios de la CAF para la Copa Mundial Femenina de Fútbol Sub-17 de 2012. El fútbol es el deporte femenino más popular en el país. Un programa de fútbol femenino se estableció en 2004, seguido de la creación de una liga nacional femenina.

## Equipo
En 1985, pocos países tenían equipos nacionales de fútbol femenino. Si bien el deporte ganó popularidad en todo el mundo en los años siguientes, el equipo de Guinea-Bissau solo comenzó a jugar más de dos décadas después. A finales de 2006, el equipo había jugado en dos partidos reconocidos por la FIFA. El primero fue el 28 de octubre de 2006 contra Guinea en Bisáu, que terminó en un empate 1-1 después de que Guinea-Bissau lideró 1-0 en el descanso. El 12 de noviembre de 2006, el equipo jugó en su segundo partido reconocido por la FIFA en Conakri, donde Guinea-Bissau perdió ante Guinea 1-3. En ese momento, el equipo realizó tres sesiones de entrenamiento a la semana. El equipo no ha participado en algunas de las principales competiciones de fútbol internacionales y regionales, incluida la Copa Mundial Femenina, el Campeonato Femenino Africano de Fútbol 2010 y los Juegos Panafricanos de 2011.
El ranking mundial promedio de la FIFA desde 2006 es 119. Su clasificación más alta fue 92 en diciembre de 2009, y su clasificación más baja fue 144 en diciembre de 2007. El mejor aumento de Guinea-Bissau en la clasificación se produjo en marzo de 2008, cuando el equipo subió 23 lugares en comparación con su clasificación anterior de la FIFA. En marzo de 2012, el equipo ocupó el puesto 135 en el mundo por la FIFA y el 30 en la Confederación de Fútbol Africano. En junio de 2012, subieron cinco puestos al puesto 130 en el mundo, pero cayeron al 33 en África.
Guinea-Bissau tiene un equipo de fútbol sub-17 reconocido por la FIFA , que se estableció en 2006 pero no jugó ningún partido ese año.  El equipo compitió en los clasificatorios de la Confederación Africana de Fútbol para la Copa Mundial Femenina de Fútbol Sub-17 que se celebrará en Azerbaiyán en septiembre de 2012. No avanzaron más allá de los clasificatorios regionales. 

## Antecedentes y desarrollo
El desarrollo del fútbol femenino en África enfrenta varios desafíos, incluido el acceso limitado a la educación, la pobreza entre las mujeres, las desigualdades y los abusos de los derechos humanos contra las mujeres. Muchos jugadores de fútbol de calidad se van para buscar mayores oportunidades en Europa o Estados Unidos. La financiación del fútbol femenino en África también es un problema: la mayor parte de la asistencia financiera para el fútbol femenino proviene de la FIFA, no de las asociaciones nacionales de fútbol.
Guinea-Bissau obtuvo su independencia en 1974, el mismo año en que se fundó su federación nacional de fútbol, la Federación de Fútbol de Guinea-Bisáu. La federación se afilió a la FIFA en 1986. El fútbol femenino está previsto en la constitución de la Federación de Fútbol de Guinea-Bissau, y la organización cuenta con cuatro miembros del personal a tiempo completo centrados en ello. 
El fútbol es el deporte más popular del país para las mujeres y está respaldado por programas de fútbol en las escuelas. En 2004 se estableció un programa nacional de fútbol femenino. En 2006, el país contaba con un total de 80 clubes de fútbol, cinco de los cuales eran mixtos y tres solo para mujeres. Había 380 jugadoras registradas, y un equipo femenino jugó en un campeonato nacional de fútbol. Tres años después, había 24 equipos femeninos activos en Guinea-Bissau. 

## Estadísticas

### Copa Mundial Femenina de Fútbol
| Edición | Resultado               | Posición                | PJ                      | PG                      | PE                      | PP                      | GF                      | GC                      |
| ------- | ----------------------- | ----------------------- | ----------------------- | ----------------------- | ----------------------- | ----------------------- | ----------------------- | ----------------------- |
| 1991    | No existía la selección | No existía la selección | No existía la selección | No existía la selección | No existía la selección | No existía la selección | No existía la selección | No existía la selección |
| 1995    | No existía la selección | No existía la selección | No existía la selección | No existía la selección | No existía la selección | No existía la selección | No existía la selección | No existía la selección |
| 1999    | No existía la selección | No existía la selección | No existía la selección | No existía la selección | No existía la selección | No existía la selección | No existía la selección | No existía la selección |
| 2003    | No existía la selección | No existía la selección | No existía la selección | No existía la selección | No existía la selección | No existía la selección | No existía la selección | No existía la selección |
| 2007    | No participó            | No participó            | No participó            | No participó            | No participó            | No participó            | No participó            | No participó            |
| 2011    | No participó            | No participó            | No participó            | No participó            | No participó            | No participó            | No participó            | No participó            |
| 2015    | No participó            | No participó            | No participó            | No participó            | No participó            | No participó            | No participó            | No participó            |
| 2019    | No participó            | No participó            | No participó            | No participó            | No participó            | No participó            | No participó            | No participó            |
| 2023    | No clasificó            | No clasificó            | No clasificó            | No clasificó            | No clasificó            | No clasificó            | No clasificó            | No clasificó            |
| 2027    | Por disputarse          | Por disputarse          | Por disputarse          | Por disputarse          | Por disputarse          | Por disputarse          | Por disputarse          | Por disputarse          |
| Total   | 0/9                     | -                       | -                       | -                       | -                       | -                       | -                       | -                       |

### Copa Femenina Africana de Naciones
| Edición | Resultado                                  | Posición                                   | PJ                                         | PG                                         | PE                                         | PP                                         | GF                                         | GC                                         |
| ------- | ------------------------------------------ | ------------------------------------------ | ------------------------------------------ | ------------------------------------------ | ------------------------------------------ | ------------------------------------------ | ------------------------------------------ | ------------------------------------------ |
| 1991    | No existía la selección                    | No existía la selección                    | No existía la selección                    | No existía la selección                    | No existía la selección                    | No existía la selección                    | No existía la selección                    | No existía la selección                    |
| 1995    | No existía la selección                    | No existía la selección                    | No existía la selección                    | No existía la selección                    | No existía la selección                    | No existía la selección                    | No existía la selección                    | No existía la selección                    |
| 1998    | No existía la selección                    | No existía la selección                    | No existía la selección                    | No existía la selección                    | No existía la selección                    | No existía la selección                    | No existía la selección                    | No existía la selección                    |
| 2000    | No existía la selección                    | No existía la selección                    | No existía la selección                    | No existía la selección                    | No existía la selección                    | No existía la selección                    | No existía la selección                    | No existía la selección                    |
| 2002    | No existía la selección                    | No existía la selección                    | No existía la selección                    | No existía la selección                    | No existía la selección                    | No existía la selección                    | No existía la selección                    | No existía la selección                    |
| 2004    | No existía la selección                    | No existía la selección                    | No existía la selección                    | No existía la selección                    | No existía la selección                    | No existía la selección                    | No existía la selección                    | No existía la selección                    |
| 2006    | No existía la selección                    | No existía la selección                    | No existía la selección                    | No existía la selección                    | No existía la selección                    | No existía la selección                    | No existía la selección                    | No existía la selección                    |
| 2008    | No participó                               | No participó                               | No participó                               | No participó                               | No participó                               | No participó                               | No participó                               | No participó                               |
| 2010    | No participó                               | No participó                               | No participó                               | No participó                               | No participó                               | No participó                               | No participó                               | No participó                               |
| 2012    | No participó                               | No participó                               | No participó                               | No participó                               | No participó                               | No participó                               | No participó                               | No participó                               |
| 2014    | No participó                               | No participó                               | No participó                               | No participó                               | No participó                               | No participó                               | No participó                               | No participó                               |
| 2016    | No participó                               | No participó                               | No participó                               | No participó                               | No participó                               | No participó                               | No participó                               | No participó                               |
| 2018    | No participó                               | No participó                               | No participó                               | No participó                               | No participó                               | No participó                               | No participó                               | No participó                               |
| 2020    | Cancelado debido a la pandemia de COVID-19 | Cancelado debido a la pandemia de COVID-19 | Cancelado debido a la pandemia de COVID-19 | Cancelado debido a la pandemia de COVID-19 | Cancelado debido a la pandemia de COVID-19 | Cancelado debido a la pandemia de COVID-19 | Cancelado debido a la pandemia de COVID-19 | Cancelado debido a la pandemia de COVID-19 |
| 2022    | No clasificó                               | No clasificó                               | No clasificó                               | No clasificó                               | No clasificó                               | No clasificó                               | No clasificó                               | No clasificó                               |
| 2024    | No clasificó                               | No clasificó                               | No clasificó                               | No clasificó                               | No clasificó                               | No clasificó                               | No clasificó                               | No clasificó                               |
| Total   | 0/13                                       | -                                          | -                                          | -                                          | -                                          | -                                          | -                                          | -                                          |

## Últimos y próximos encuentros
Actualizado al último partido jugado el 26 de septiembre de 2023
| Fecha      | Ciudad      | Local        | Resultado | Visitante    | Competición                             |
| ---------- | ----------- | ------------ | --------- | ------------ | --------------------------------------- |
| 16-02-2022 | Bisáu       | Guinea-Bisáu | 0:6       | Burkina Faso | Clas. Copa Africana Femenina 2022       |
| 23-02-2022 | Porto Novo  | Burkina Faso | 1:0       | Guinea-Bisáu | Clas. Copa Africana Femenina 2022       |
| 14-07-2023 | Bisáu       | Guinea-Bisáu | 2:2       | Benín        | Clas. para el Preolímpico Femenino 2024 |
| 18-07-2023 | Cotonú      | Benín        | 3:2       | Guinea-Bisáu | Clas. para el Preolímpico Femenino 2024 |
| 21-09-2023 | Bisáu       | Guinea-Bisáu | 0:1       | Congo        | Clas. Campeonato Femenino 2024          |
| 26-09-2023 | Brazzaville | Congo        | 2:0       | Guinea-Bisáu | Clas. Campeonato Femenino 2024          |